# Josef Stadler (Fußballspieler)
Josef Stadler (* 6. August 1956) ist ein ehemaliger deutscher Fußballspieler, der im April und Mai des Jahres 1979 zwei Länderspiele in der deutschen Fußballnationalmannschaft der Amateure absolviert hat. Von 1979 bis 1981 hat der Abwehrspieler beim ESV Ingolstadt-Ringsee in der 2. Fußball-Bundesliga 44 Zweitligaspiele absolviert und ein Tor erzielt.

## Laufbahn
Der Defensivspieler Josef Stadler belegte mit den Schwarz-Weißen aus dem Stadtteil Ringsee, dem ESV Ingolstadt, in der Saison 1977/78 den dritten Rang in der Bayernliga. Damit nahm der ESV als Vertreter von Bayern am Wettbewerb um die deutsche Amateurmeisterschaft teil. Der zumeist die Vorstopperposition im damals praktizierten 4:3:3-System ausübende Defensivspezialist Josef Stadler, zog mit seiner Mannschaft in die Finalspiele im Juni 1978 gegen den späteren Deutschen Amateurmeister SV Sandhausen ein. Im ersten Jahr der drittklassigen Fußball-Amateur-Oberligen, 1978/79, gewann Stadler mit dem ESV unter Spielertrainer Horst Pohl die Meisterschaft in Bayern, im Juni 1979 in zwei Finalspielen gegen Hertha 03 Zehlendorf die deutsche Amateurmeisterschaft und war in die 2. Fußball-Bundesliga aufgestiegen. Persönlich wurde seine Leistung durch die Aufnahme in die Amateurnationalmannschaft im April/Mai 1979 zusätzlich gewürdigt. Unter dem damals zuständigen DFB-Trainer Erich Ribbeck debütierte der Vorstopper des ESV am 18. April 1979 beim Länderspiel in Pristina gegen Jugoslawien in der DFB-Auswahl der Amateure. Am 9. Mai bestritt er sein zweites Amateurländerspiel in Le Havre gegen Frankreich.
In der 2. Bundesliga debütierte Stadler am Starttag der Saison 1979/80, den 4. August 1979, bei einer 0:1-Niederlage gegen den SSV Ulm 1846. Er erlebte im Februar 1980 den Trainerwechsel von Horst Pohl zu Karl-Heinz Schmal und belegte mit Mitspielern wie Werner Michalka, Walter Ziegelmeier, Norbert Hartmann, Herfried Ruhs und Werner Killmaier in einer 21er-Liga den 17. Rang. Lokalrivale MTV stieg als 19. in die Bayernliga ab. In der zweiten Saison in der 2. Bundesliga, 1980/81, verbesserte sich Stadler auf 24 Einsätze (1 Tor) und der ESV rangierte auf dem 16. Rang. Am 38. Spieltag, den 30. Mai 1981, beendeten Stadler und Kollegen mit einer 0:1-Niederlage bei Ulm 46 die Saison. Im Angriff hatte Franz Gerber in 33 Ligaspielen 23 Tore erzielt. Da nach der Runde die eingleisige 2. Bundesliga eingeführt wurde und dem Süden und Südwesten 10 Plätze darin ab 1981/82 eingeräumt wurden, spielte Stadler nach zwei Jahren 2. Bundesliga wieder in der Bayernliga. Durch zahlreiche Abgänge bedingt, stieg der ESV 1981/82 auch aus der Oberliga ab. Für Stadler endeten damit die höherklassigen Auftritte.
Neben dem Ligabetrieb, den Amateurmeisterschaften und der Amateurnationalmannschaft waren auch die Auftritte im DFB-Pokal von 1979 bis 1982 gegen die Offenbacher Kickers, Union Solingen, 1. FC Nürnberg und den TuS Celle weitere sportliche Höhepunkte.